# Atarba picticornis
Atarba picticornis là một loài ruồi trong họ Limoniidae. Chúng phân bố ở miền Tân bắc.